# Нешто је у ваздуху
Епизода Нешто је у ваздуху је 2. епизода 1. сезоне серије "МЗИС". Премијерно је приказана 30. септембра 2003. године на каналу ЦБС.

## Опис
Сценарио за епизоду је писао котворац серије Дон Макгил, а режирао ју је Алан Џ. Луи.
Војник је погинуо током ноћног слетања у војном кампу. Све изгледа као омањивање падобрана, али стандардна истрага открива да ово ипак није несрећа као што изгледа. Гибс почиње да верује да је наводна несрећа која је резултирала смрћу војника у ствари убиство након што сви, он и Тони, заједно са новим регрутом Кејт Тод, пронађу оног ко је петљао са падобраном и накрају га пошаљу у смрт.
У овој епизоди се појављује Патрик Лаборто који тумачи свој лик Бада Робертса из серије "Војни адвокати".

## Ликови

### Из серијеМЗИС
- Марк Хармон као Лерој Џетро Гибс
- Саша Александер као Кејтлин Тод
- Мајкл Ведерли као Ентони Динозо мл.
- Поли Перет као Ебигејл Шуто
- Дејвид Макалум као др. Доналд Малард

### Из серијеВојни адвокати
- Партик Лаборто као Бад Робертс